# Anolis coelestinus
Espèce
Synonymes
- Deiroptyx coelestinus (Cope, 1862)
- Deiroptyx coelestinus coelestinus (Cope, 1862)
- Anolis latirostris Schmidt, 1919
- Deiroptyx coelestinus demissus (Schwartz, 1969)
- Deiroptyx coelestinus pecuarius (Schwartz, 1969)

Anolis coelestinus est une espèce de sauriens de la famille des Dactyloidae.

## Répartition
Cette espèce est endémique d'Hispaniola. Elle se rencontre dans le Sud d'Haïti et dans le sud-ouest de la République dominicaine.

## Liste des sous-espèces
Selon The Reptile Database (3 janvier 2013) :
- Anolis coelestinus coelestinus Cope, 1862
- Anolis coelestinus demissus Schwartz, 1969
- Anolis coelestinus pecuarius Schwartz, 1969

## Publications originales
- Cope, 1863 "1862" : Contributions to Neotropical saurology. Proceedings of the Academy of Natural Sciences of Philadelphia, vol. 14, p. 176-188 (texte intégral).
- Schwartz, 1969 : A review of the Hispaniolan lizard Anolis coelestinus Cope. Caribbean Journal of Science, vol. 9, no 1/2, p. 33-38.